# 邦巴拉爾
39°16′5″N 9°9′19″W / 39.26806°N 9.15528°W

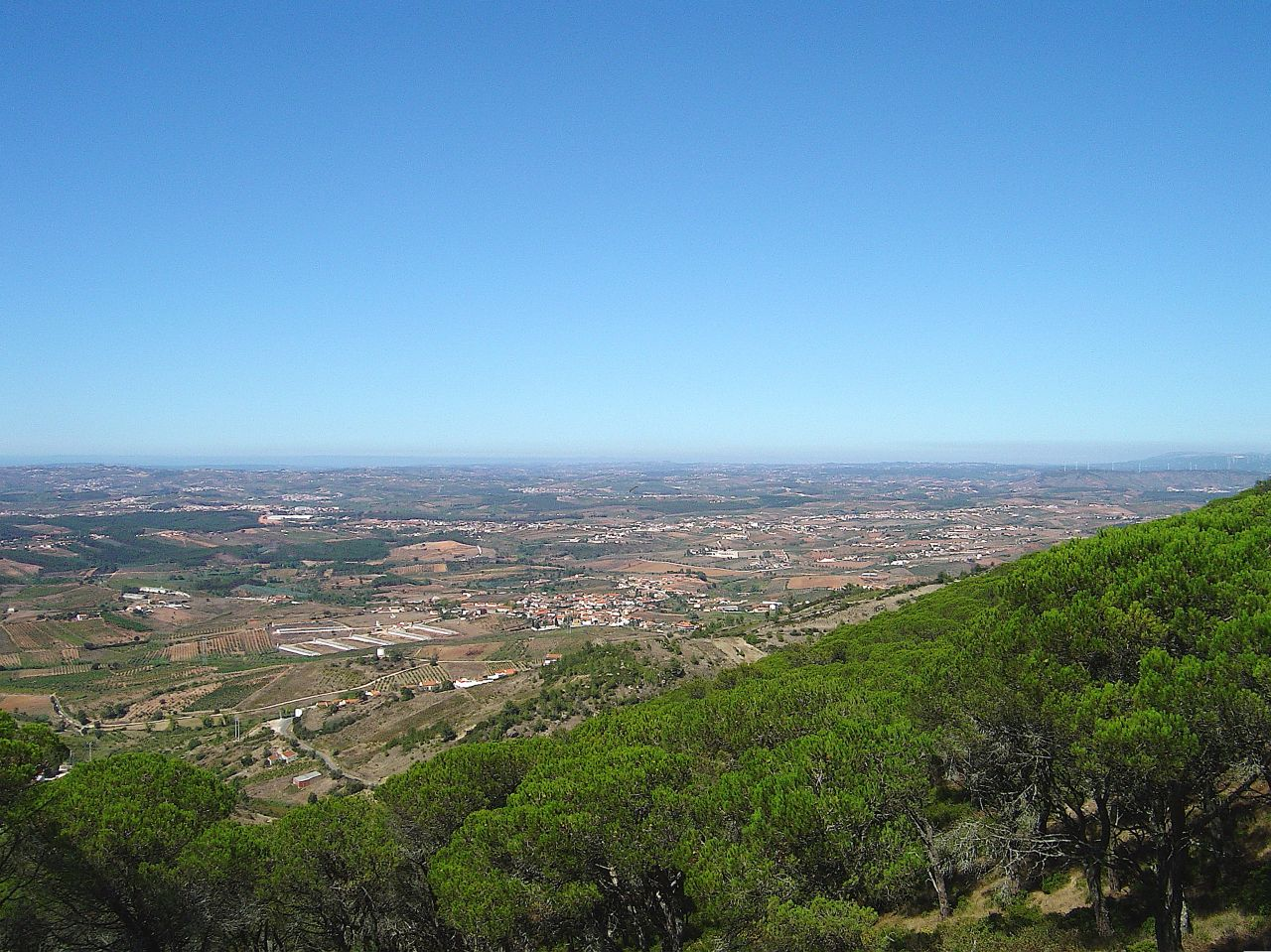

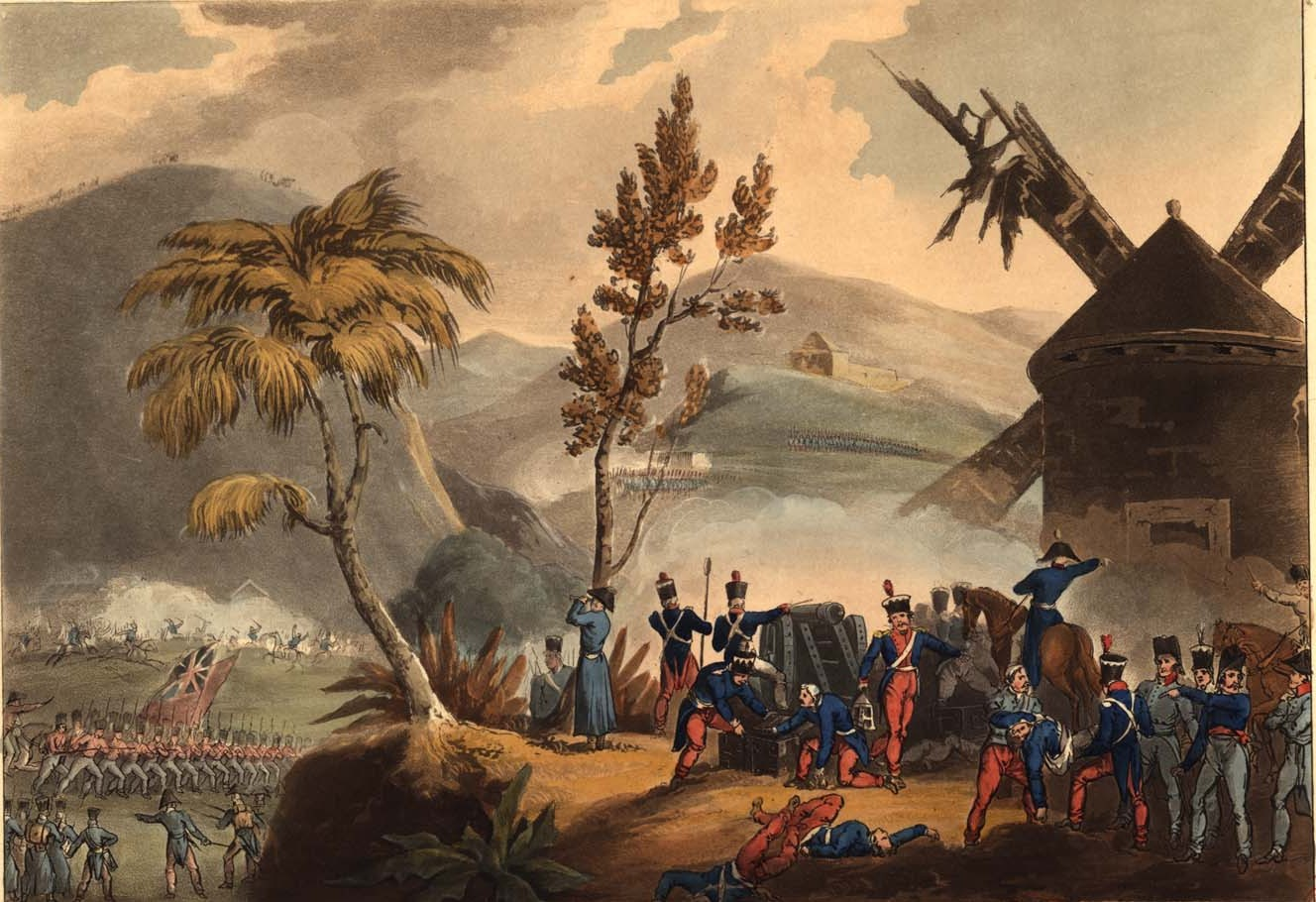

邦巴拉爾（葡萄牙語：Bombarral），是葡萄牙的城鎮，位於該國中部，由萊里亞區負責管轄，始建於1914年，面積91.29平方公里，2011年人口13,193，該城鎮人口密度每平方公里144.52人。